# 慧彬
李慧彬（1996年1月12日—），藝名慧彬，韓國女歌手，韓國女子團體MOMOLAND的成員，在隊內擔任隊長、副唱、副rapper。